# Banua
Banua is een bestuurslaag in het regentschap Bangli van de provincie Bali, Indonesië. Banua telt 687 inwoners (volkstelling 2010).